# Tovarníky
Tovarníky  est un village de Slovaquie situé dans la région de Nitra.

## Histoire
Première mention écrite du village en 1172.

## Démographie

### Évolution de la population
| Année:               | 1994. | 2004.   | 2014.   | 2024.   |
| -------------------- | ----- | ------- | ------- | ------- |
| Nombre de personnes: | 1239  | 1315    | 1431    | 1540    |
| Différence:          |       | +6,13 % | +8,82 % | +7,61 % |

| Année:               | 2023. | 2024.   |
| -------------------- | ----- | ------- |
| Nombre de personnes: | 1531  | 1540    |
| Différence:          |       | +0,58 % |